# 튀르키예 국립도서관

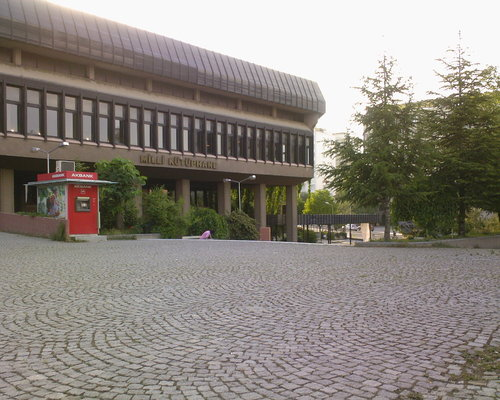
튀르키예 국립도서관

튀르키예 국립도서관(튀르키예어: Millî Kütüphane)은 튀르키예 앙카라에 위치한 국립도서관이다. 튀르키예를 대표하는 도서관으로서 가장 많은 장서를 소장하고 있으며, 2013년 기준 소장품은 3,089,517점에 달한다.
1946년 4월 15일 앙카라 시 찬카야 구에 개관하였으며 당시 튀르키예 교육부 출판부서에 속하였다. 개관 이후 1년간 성장을 거듭해 기존 건물이 포화 상태에 이르면서 1947년 4월 17일 임시 건물로 이전하였다. 이후 국립도서관 건물 공사가 1965년에 시작되어 1983년 8월 3일에 신관이 완공되었다. 완공 당시 39,000m²면적에 달하였으며, 그때부터 지금까지 국립도서관 건물로 쓰이고 있다.
튀르키예 국립도서관은 유럽 국립도서관 협의회(CENL)의 참여기관이기도 하다.